# Alberto Causin
Alberto Causin (Mirano, 3 marzo 1976) è un ex cestista italiano.

## Carriera
È cresciuto nelle giovanili della Reyer ed ha esordito in Serie A1 nel 1995 con la Benetton Treviso, passando poi per diverse esperienze in giro per l'Italia, tra cui Pozzuoli, Ragusa, Pistoia, Montegranaro, Caserta, Castelletto Ticino, Forlì, Reyer (cinque stagioni).
Nella scorsa stagione ha giocato per il Basket Mestre in DNC. A Montegranaro ha portato la squadra alla conquista della Serie A, confermandosi come miglior italiano del campionato di Legadue. Con Castelletto Ticino, sotto coach Sacchetti, ha conquistato la promozione in Serie A.
Il 26 luglio 2014 passa al Petrarca Padova in Serie C.
Il 2 luglio 2015 passa al Basket Oderzo.
Nel 2016 firma un contratto con il Virtus Murano.
Oggi fa il docente alla scuola secondaria di primo grado.